# لولبية فنسنتية
لولبية فنسنتية (بالإنجليزية: Treponema vincentii)‏ هي نوع من اللولبية وهي عصية متحركة ضمن البكتيريا الملتوية. تُعتبر المُسببة لالتهاب دواعم السن المزمن والذي قد يؤدي إلى فقدان العظم.